# Duosperma livingstoniense
Duosperma livingstoniense är en akantusväxtart som beskrevs av Vollesen. Duosperma livingstoniense ingår i släktet Duosperma och familjen akantusväxter. Inga underarter finns listade i Catalogue of Life.